# Nur geträumt
"Nur geträumt" is een nummer van de Duitse band Nena. Het nummer verscheen op hun naar de band genoemde debuutalbum uit 1983. In mei 1982 werd het nummer uitgebracht als de debuutsingle van de band.

## Achtergrond
"Nur geträumt" is geschreven door toetsenist Jörn-Uwe Fahrenkrog-Petersen, zangeres Nena Kerner en drummer Rolf Brendel. Fahrenkrog-Petersen schreef de muziek, terwijl Kerner en Brendel verantwoordelijk waren voor de tekst van het nummer. Manager Jim Rakete liet het nummer opnemen in de Berlijnse studio van de band Spliff; toetsenist Reinhold Heil en basgitarist Manfred Praeker van deze band waren verantwoordelijk voor de productie van het nummer.
"Nur geträumt" betekende de commerciële doorbraak voor de band Nena. Met verkoopcijfers van 40.000 per dag in Duitsland bereikte de single de tweede plaats in de hitlijsten. Het was tevens de eerste gouden single van de band. Ook in de rest van het Duitse taalgebied bereikte het de top 10, met een vijfde plaats in Zwitserland en een negende positie in Oostenrijk. In Nederland en Vlaanderen werd de single pas uitgebracht na de nummer 1-hit "99 Luftballons". Desondanks werd het ook in deze landen een grote hit; in Nederland werd respectievelijk de negende en zevende plaats behaald in de Top 40 en de Nationale Hitparade, terwijl het in Vlaanderen tot de elfde plaats in de BRT Top 30 kwam. In het Verenigd Koninkrijk en de Verenigde Staten werd in 1984 een Engelstalige versie van het nummer als single uitgebracht met de titel "Just a Dream". Deze versie bereikte respectievelijk de plaatsen 70 en 102 in de hitlijsten.
"Nur geträumt" is een aantal keren gecoverd. Jasmin Wagner bracht in 1997 onder haar artiestennaam Blümchen een happy hardcore-versie van het nummer uit, die de zesde plaats behaalde in de Duitse hitlijsten. In 2001 behaalden SPN-X, Tim Sander en Micha Krabbe de 43e plaats in de Duitse hitlijsten met hun versie van het nummer. Special D scoorde in 2003 een Europese hit met een hands up-versie van het nummer onder de titel "Come with Me".

## Hitnoteringen

### Nederlandse Top 40
| Hitnotering: 21-05-1983 t/m 02-07-1983 | Hitnotering: 21-05-1983 t/m 02-07-1983 | Hitnotering: 21-05-1983 t/m 02-07-1983 | Hitnotering: 21-05-1983 t/m 02-07-1983 | Hitnotering: 21-05-1983 t/m 02-07-1983 | Hitnotering: 21-05-1983 t/m 02-07-1983 | Hitnotering: 21-05-1983 t/m 02-07-1983 | Hitnotering: 21-05-1983 t/m 02-07-1983 | Hitnotering: 21-05-1983 t/m 02-07-1983 |
| Week                                   | 1                                      | 2                                      | 3                                      | 4                                      | 5                                      | 6                                      | 7                                      |                                        |
| -------------------------------------- | -------------------------------------- | -------------------------------------- | -------------------------------------- | -------------------------------------- | -------------------------------------- | -------------------------------------- | -------------------------------------- | -------------------------------------- |
| Positie                                | 24                                     | 13                                     | 9                                      | 9                                      | 18                                     | 27                                     | 39                                     | uit                                    |

### Nationale Hitparade
| Hitnotering: 28-05-1983 t/m 16-07-1983 | Hitnotering: 28-05-1983 t/m 16-07-1983 | Hitnotering: 28-05-1983 t/m 16-07-1983 | Hitnotering: 28-05-1983 t/m 16-07-1983 | Hitnotering: 28-05-1983 t/m 16-07-1983 | Hitnotering: 28-05-1983 t/m 16-07-1983 | Hitnotering: 28-05-1983 t/m 16-07-1983 | Hitnotering: 28-05-1983 t/m 16-07-1983 | Hitnotering: 28-05-1983 t/m 16-07-1983 | Hitnotering: 28-05-1983 t/m 16-07-1983 |
| Week                                   | 1                                      | 2                                      | 3                                      | 4                                      | 5                                      | 6                                      | 7                                      | 8                                      |                                        |
| -------------------------------------- | -------------------------------------- | -------------------------------------- | -------------------------------------- | -------------------------------------- | -------------------------------------- | -------------------------------------- | -------------------------------------- | -------------------------------------- | -------------------------------------- |
| Positie                                | 14                                     | 7                                      | 7                                      | 10                                     | 13                                     | 20                                     | 37                                     | 44                                     | uit                                    |

### NPO Radio 2 Top 2000
| Nummer met noteringen in de NPO Radio 2 Top 2000 | '17  | '18  | '19  | '20  | '21  | '22  | '23  | '24  |
| ------------------------------------------------ | ---- | ---- | ---- | ---- | ---- | ---- | ---- | ---- |
| Nur geträumt                                     | 1774 | 1543 | 1605 | 1567 | 1421 | 1382 | 1336 | 1278 |

1. ↑  Een vetgedrukt getal geeft de hoogste notering aan.
2. ↑  2017 was het eerste jaar met een notering voor dit nummer.